# Sigmund Fry
Sigmund Fry († 1546 in Brugg) war ein Schweizer Stadtschreiber und Chronist.

## Leben und Werk
Sigmund Fry stammte aus einer Bürgerfamilie der Kleinstadt Mellingen im Aargau. Er war mit Margreth Häuptinger verheiratet. 1520 wurde er Stadtschreiber der Landstadt Brugg, die seit 1415 zum bernischen Herrschaftsgebiet gehörte. Er folgte auf den Schreiber Ulrich Grülich. Einige Jahre arbeitete er zudem als Nachfolger von Heinrich Huber aus Diessenhofen in der Stadtschule von Brugg, bis diese als Lateinschule neu organisiert wurde, und er hatte noch die Ämter des Landschreibers im bernischen Eigenamt sowie im Amt Schenkenberg inne. Als Stadtschreiber führte er die Protokolle des Stadtrates, die Mandatenbücher und die Urbare und betreute das Stadtarchiv. 1532 gehörte er zu den Präsidenten der Zofinger Täufer-Disputation. Fry erlebte die zwangsweise Einführung der Reformation, die er wie die Mehrheit der Stadtbürger zunächst ablehnte, in Brugg im Jahr 1526 durch die bernische Obrigkeit. Bis zu seinem Tod im Jahr 1546 war er Stadtschreiber von Brugg.
Dank seinen Kenntnissen von den römischen Ruinen im Gebiet des antiken Legionslagers Vindonissa, der inschriftlich bezeugten frühmittelalterlichen Geschichte von Windisch als Bischofssitz und seinem Interesse an der bedeutenden habsburgischen Landesgeschichte der Region um Brugg fasste Fry in den 1530er Jahren den Entschluss, die lokalgeschichtlichen Nachrichten in einem Chronikbuch zusammenzustellen. Auch das Wissen um den Verlust älterer Urkunden der Stadt Brugg beim gewaltsamen Überfall durch die Schar von Thomas von Falkenstein auf die Stadt im Jahr 1444 bewog ihn dazu, die aus der Stadtgeschichte noch greifbaren Informationen für die Nachwelt festzuhalten. Beim Redigieren der Chronik legte er besonderen Wert darauf, die für Brugg wichtigen Rechtsverhältnisse genau darzustellen.
Die Stadtchronik befindet sich als Manuskript (Ms A6) auf Papier im Stadtarchiv Brugg. Im Band sind ausser dem Chroniktext noch andere, spätere Schriftstücke enthalten. Wie und mit welchen Unterlagen Fry die Niederschrift seines Werks vorbereitete, ist nicht genau bekannt. Walther Merz, der die Urkunden des Brugger Stadtrechts publizierte, stellte bereits fest, dass der Chronist Informationen und Passagen aus den historischen Quellen im Stadtarchiv von Brugg in seinem Bericht zitiert, ohne sie genau zu bezeichnen. Eine von Fry vermutlich benützte Quelle war die um 1442 entstandene Königsfelder Chronik, die unter anderem vom Bau des Klosters Königsfelden in den Jahren 1310 bis 1330 erzählt. Fry benützte verschiedene weitere Geschichtswerke wie zum Beispiel Petermann Etterlins gedruckte Chronik, verarbeitete indessen die gesamten von ihm zusammengetragenen Nachrichten zu einem freien Chroniktext, bei dem es ihm nicht in erster Linie um historische und chronologische Genauigkeit ging. Der Chronist erzählte in seinem Text von zahlreichen sozialen und kulturellen Begebenheiten in seiner Stadt wie etwa dem traditionellen Rutenzug.
2019 veröffentlichte Hermann Stettler den Text der Brugger Chronik von Sigmund Fry mit einem ausführlichen Kommentar. Den ersten Teil des Dokuments hatte schon Theodor von Liebenau 1899 herausgegeben, weil es in manchen Kapiteln Notizen zu älteren Bauwerken der Stadt Brugg enthält. So beschreibt der Text den Bau der neuen Brücke von 1455 beim Schwarzen Turm über die Aareschlucht. Damals soll die erste gedeckte Brücke von Brugg entstanden sein, während vorher nur ein einfacher hölzerner Übergang ohne Dach bestanden habe. Ausführlicher stellt Fry den Bau der neuen Brücke im Jahr 1532, während seiner Amtszeit als Stadtschreiber, dar. Und er erwähnt Bauarbeiten an der Stadtkirche, an den Befestigungen von Brugg und an anderen Monumenten.